# Aliens versus Predator (datorspel)
Aliens versus Predator är ett datorspel utvecklat av det brittiska företaget Rebellion Developments. Spelaren kan välja mellan att spela som alien, rovdjur eller människa.